# Classe ATC V
La classe ATC V, dénommée « Divers », est un groupe anatomique de la classification anatomique, thérapeutique et chimique, développée par l'OMS pour classer les médicaments et autres produits médicaux. La classe ATC vétérinaire correspondante dans la classification ATCvet est QV. Le groupe présenté ici est celui établi par l'OMS, et peut donc différer des versions dérivées utilisées dans certains pays.

## V Divers
V01 Allergènes
V03 Tous les autres produits thérapeutiques
V04 Agents diagnostiques
V06 Nutriments généraux
V07 Tous les autres produits non-thérapeutiques
V08 Produits de contraste
V09 Agents radiopharmaceutiques à usage diagnostique
V10 Agents radiopharmaceutiques à usage thérapeutique
V20 Pansements chirurgicaux